# Todd (album)
Todd è il quinto album in studio del cantautore e musicista statunitense Todd Rundgren, pubblicato nel 1974.

## Tracce
Tutte le tracce sono state scritte da Todd Rundgren, eccetto dove indicato.

Side 1
1. How About a Little Fanfare?
2. I Think You Know
3. The Spark of Life
4. An Elpee's Worth of Toons
5. A Dream Goes On Forever
6. Lord Chancellor's Nightmare Song (Gilbert e Sullivan)

Side 2
1. Drunken Blue Rooster
2. The Last Ride
3. Everybody's Going to Heaven / King Kong Reggae

Side 3
1. No. 1 Lowest Common Denominator
2. Useless Begging
3. Sidewalk Cafe
4. Izzat Love?
5. Heavy Metal Kids

Side 4
1. In and Out the Chakras We Go (Formerly: Shaft Goes to Outer Space)
2. Don't You Ever Learn?
3. Sons of 1984